# Liste der denkmalgeschützten Objekte in Arzl im Pitztal
Die Liste der denkmalgeschützten Objekte in Arzl im Pitztal enthält die 27 denkmalgeschützten, unbeweglichen Objekte der Gemeinde Arzl im Pitztal im Bezirk Imst.

## Denkmäler
| Foto  |                 | Denkmal                                                                                | Standort                                                 | Beschreibung | Metadaten |
| ----- | --------------- | -------------------------------------------------------------------------------------- | -------------------------------------------------------- | --- | --- |
| ja    | Datei hochladen | Kapelle hl. Florian HERIS-ID: 17398 Objekt-ID: 13675 TKK: 33683                        | bei Arzl Ried 35 Standort KG: Arzl im Pitztal            | 1744 erbaute barocke Kapelle mit Stichkappen | BDA-Hist.: Q37838355 Status: § 2a Stand der BDA-Liste: 2025-06-30 Name: Kapelle hl. Florian GstNr.: .401                                                                  |
| ja    | Datei hochladen | Aufnahmsgebäude Imst-Pitztal HERIS-ID: 17420 Objekt-ID: 13697 TKK: 115557              | Bahnhof Imst-Pitztal 71 Standort KG: Arzl im Pitztal     | Das Aufnahmsgebäude des Bahnhofs Imst-Pitztal wurde mit dem Bau der Arlbergbahn um 1883 errichtet. Das zweigeschoßige Hauptgebäude steht auf rechteckigem Grundriss und hat einen drei Fensterachsen breiten Mittelrisalit, eine Steinfassade mit Tür- und Fenstereinfassungen, reich gegliederte holzverschalte Giebel und darüber ein Satteldach. Der eingeschoßige Seitenflügel hat die gleiche Gestaltung. Das Bahnsteigdach steht auf Eisenstützen und ist als Veranda mit beidseitigen Endpavillons gestaltet. | BDA-Hist.: Q37838692 Status: Bescheid Stand der BDA-Liste: 2025-06-30 Name: Aufnahmsgebäude Imst-Pitztal GstNr.: .627/4 Aufnahmsgebäude Bahnhof Imst-Pitztal              |
| ja    | Datei hochladen | Bildstock am Kapf HERIS-ID: 17417 Objekt-ID: 13694 TKK: 20066                          | bei Bichlweg 40 Standort KG: Arzl im Pitztal             | Der Bildstock ist über einem Granitsteinsockel gemauert, er hat einen runden Schaft und einen tabernakelförmigen Aufsatz mit einem schindelgedeckten Pyramidendach. Er stammt vermutlich aus dem 17. Jahrhundert. In den Aufsatzfeldern befinden sich Mosaike von Andreas Weißenbach aus dem Jahre 1961 (Maria mit Kind, Christus als Guter Hirte, die Heiligen Christophorus und Josef). | BDA-Hist.: Q37838655 Status: § 2a Stand der BDA-Liste: 2025-06-30 Name: Bildstock am Kapf GstNr.: 334/4                                                                   |
| ja    | Datei hochladen | Kapelle Hl. Familie in Blons HERIS-ID: 17395 Objekt-ID: 13672 TKK: 33689               | Blons 11 Standort KG: Arzl im Pitztal                    | 1711 bezeichnete barocke Kapelle mit Spitzbogenfenstern | BDA-Hist.: Q37838322 Status: § 2a Stand der BDA-Liste: 2025-06-30 Name: Kapelle Hl. Familie in Blons GstNr.: .1093                                                        |
| ja    | Datei hochladen | Höhensiedlung Burgstall HERIS-ID: 43678 Objekt-ID: 44346 TKK:                          | südlich Burgstallweg 27 Standort KG: Arzl im Pitztal     | Auf dem Burgstall, einer Bergkuppe oberhalb des Ortes wurden bronze- und eisenzeitliche Siedlungsspuren sowie spätantike Befunde nachgewiesen. Die frühgeschichtlichen Funde wie Keramikfragmente, Knochengeräte, Klopf- und Reibsteine sowie Schmuckgegenstände (Bronzenadeln, Glasarmreif), reichen von der Spätbronzezeit über die Hallstattzeit bis in die Latènezeit und belegen eine starke Nutzung im 1. Jahrtausend vor Christus. Anmerkung: Als Standort wurde das Grundstück 108/9 gewählt. | BDA-Hist.: Q38004716 Status: Bescheid Stand der BDA-Liste: 2025-06-30 Name: Höhensiedlung Burgstall GstNr.: 108/9, 108/1, 108/7, 108/10, 5498/1                           |
| ja    | Datei hochladen | Kriegerdenkmal HERIS-ID: 17402 Objekt-ID: 13679 TKK: 20104                             | Dorfstraße 43, in der Nähe Standort KG: Arzl im Pitztal  | Denkmal aus dem frühen 20. Jahrhundert an einer Straßenkreuzung | BDA-Hist.: Q37838418 Status: § 2a Stand der BDA-Liste: 2025-06-30 Name: Kriegerdenkmal GstNr.: 594                                                                        |
| ja    | Datei hochladen | Kapelle hl. Magnus HERIS-ID: 17392 Objekt-ID: 13669 TKK: 33692                         | Fatlent 14, in der Nähe Standort KG: Arzl im Pitztal     | Kapelle mit Bild des heiligen Magnus aus dem 19. Jahrhundert | BDA-Hist.: Q37838257 Status: § 2a Stand der BDA-Liste: 2025-06-30 Name: Kapelle hl. Magnus GstNr.: .254                                                                   |
| ja    | Datei hochladen | Kapelle hl. Anna in Hochasten HERIS-ID: 17400 Objekt-ID: 13677 TKK: 33694              | nördlich Hochasten 9 Standort KG: Arzl im Pitztal        | 1691 bezeichnete Barockkapelle mit barocken Heiligenfiguren am Hochaltar | BDA-Hist.: Q37838383 Status: § 2a Stand der BDA-Liste: 2025-06-30 Name: Kapelle hl. Anna in Hochasten GstNr.: 5890                                                        |
| ja    | Datei hochladen | Friedhof mit Totenkapelle HERIS-ID: 17390 Objekt-ID: 13667 TKK: 33680, 37599           | bei Kirchgasse 8 Standort KG: Arzl im Pitztal            | Friedhof und 1670 bezeichnete Kapelle mit Darstellungen des Jüngsten Gerichts, des Todes, des Himmels und der Hölle in barocken Medaillons | BDA-Hist.: Q37838225 Status: § 2a Stand der BDA-Liste: 2025-06-30 Name: Friedhof mit Totenkapelle GstNr.: .3, 182                                                         |
| ja    | Datei hochladen | Kath. Pfarrkirche hll. Ingenuin und Albuin HERIS-ID: 17389 Objekt-ID: 13666 TKK: 20073 | gegenüber Kirchgasse 12 Standort KG: Arzl im Pitztal     | Für die Kirche konnten insgesamt vier Vorgängerbauten nachgewiesen werden. Die heutige Kirche ist im Kern spätgotisch, wovon noch der Südturm zeugt. Sie wurde im 18. Jahrhundert erweitert und im 18. und frühen 19. Jahrhundert neu ausgestattet. Barocke Element sind neben dem Zwiebelhelm am Turm vor allem die Kreuzwegsstationsbilder des Imster Rokokomalers Joseph Jais. 1907 wurde die Kirche neu ausgestattet und mit neuen Fenstern versehen, die Dekorationsmalerei besorgte Emanuel Raffeiner. Sie ist damit eine der wenigen Tiroler Kirchen, deren Innenerscheinung vom Jugendstil bestimmt ist. | BDA-Hist.: Q19902991 Status: § 2a Stand der BDA-Liste: 2025-06-30 Name: Kath. Pfarrkirche hll. Ingenuin und Albuin GstNr.: .2 Pfarrkirche Arzl im Pitztal                 |
| ja    | Datei hochladen | Widum HERIS-ID: 17391 Objekt-ID: 13668 TKK: 20071                                      | Kirchgasse 12 Standort KG: Arzl im Pitztal               | Barocker zweigeschoßiger Pfarrhof, im Obergeschoß seit 1790 mit der Kirche verbunden | BDA-Hist.: Q37838239 Status: § 2a Stand der BDA-Liste: 2025-06-30 Name: Widum GstNr.: .1                                                                                  |
| ja    | Datei hochladen | Kaplaneikirche Mariahilf in Leins HERIS-ID: 17394 Objekt-ID: 13671 TKK: 33687          | bei Leins Kirchplatz 6 Standort KG: Arzl im Pitztal      | Die einfache Barockkirche wurde in der zweiten Hälfte des 18. Jahrhunderts erbaut, 1896 renoviert. 1954 wurde die Kirche nach Süden verlängert und der Turm errichtet. Das ursprünglich zweijochiges Langhaus weist einen einjochigen Chor mit Stichkappentonne auf, der Anbau ist tonnengewölbt. Die Deckenmalereien mit der Anbetung der Hirten und den Geheimnissen des Rosenkranzes wurden 1896 von Michael Längle geschaffen, die Fresken am neuen Chorbogen 1954 von Elmar Kopp. | BDA-Hist.: Q19971258 Status: § 2a Stand der BDA-Liste: 2025-06-30 Name: Kaplaneikirche Mariahilf in Leins GstNr.: .768 Kaplaneikirche Leins                               |
| ja    | Datei hochladen | Friedhof in Leins HERIS-ID: 17403 Objekt-ID: 13680 TKK: 115560                         | Leins Kirchplatz 11 Standort KG: Arzl im Pitztal         | Die Friedhofsanlage wurde 1955 anlässlich der Kirchenvergrößerung südlich der Kirche in Leins neu angelegt, sie ist von einer Mauer umgeben. | BDA-Hist.: Q37838452 Status: § 2a Stand der BDA-Liste: 2025-06-30 Name: Friedhof in Leins GstNr.: 3837/2                                                                  |
| ja    | Datei hochladen | Lourdeskapelle in Leins HERIS-ID: 17401 Objekt-ID: 13678 TKK: 115559                   | Leins Standort KG: Arzl im Pitztal                       | Lourdeskapelle um 1900 in Unterleins | BDA-Hist.: Q37838399 Status: § 2a Stand der BDA-Liste: 2025-06-30 Name: Lourdeskapelle in Leins GstNr.: 3765/1                                                            |
| ja    | Datei hochladen | Kapelle Mariahilf in Oberleins HERIS-ID: 17416 Objekt-ID: 13693 TKK: 20086             | Oberleins 10, in der Nähe Standort KG: Arzl im Pitztal   | Der gemauerte Kapellenbildstock mit Satteldach wurde in der zweiten Hälfte des 19. Jahrhunderts errichtet. In der mit einem halbhohen Schmiedeeisengitter abgetrennten Rundbogennische befand sich ein gemaltes Gnadenbild Mariahilf, das durch eine Statue der Madonna mit Kind ersetzt wurde. | BDA-Hist.: Q37838637 Status: § 2a Stand der BDA-Liste: 2025-06-30 Name: Kapelle Mariahilf in Oberleins GstNr.: 3935                                                       |
| ja    | Datei hochladen | Kapelle in Steinhof HERIS-ID: 17408 Objekt-ID: 13685 TKK: 115561                       | südlich Steinhof 4 Standort KG: Arzl im Pitztal          | Barocke Kapelle aus dem 17. Jahrhundert mit Figuren der Heiligen Jakob und Antonius | BDA-Hist.: Q37838507 Status: § 2a Stand der BDA-Liste: 2025-06-30 Name: Kapelle in Steinhof GstNr.: 4764/3                                                                |
| ja    | Datei hochladen | Kapelle Mariahilf in Timls (Timmls) HERIS-ID: 17409 Objekt-ID: 13686 TKK: 33690        | bei Timls 41 Standort KG: Arzl im Pitztal                | Barocke Kapelle mit rundbogigen Fenstern und Deckenmalereien in Timmls | BDA-Hist.: Q37838525 Status: § 2a Stand der BDA-Liste: 2025-06-30 Name: Kapelle Mariahilf in Timls (Timmls) GstNr.: .286                                                  |
| ja    | Datei hochladen | Friedhof mit Nischenbildstock in Wald HERIS-ID: 66519 Objekt-ID: 79406 TKK: 130944     | Wald Standort KG: Arzl im Pitztal                        | Der Friedhof wurde 1907 anlässlich der Erhebung zur Expositur südlich der Kirche in Wald neu angelegt, er ist von einer Mauer umfriedet. In die südliche Friedhofsmauer ist ein Kapellenbildstock integriert. Die Leichenhalle mit dreiseitigem Chorschluss und Krüppelwalmdach wurde 1987 errichtet, die Ausstattung (Glasmalereifenster und Kreuz mit Kupferreliefs, Passionsszenen) schuf Elmar Kopp. | BDA-Hist.: Q38113222 Status: § 2a Stand der BDA-Liste: 2025-06-30 Name: Friedhof mit Nischenbildstock in Wald GstNr.: 2017                                                |
| ja    | Datei hochladen | Kaplaneikirche hl. Thomas in Wald HERIS-ID: 17413 Objekt-ID: 13690 TKK: 20065          | Wald Mairhof 8, in der Nähe Standort KG: Arzl im Pitztal | Die 1493 erstmals erwähnte gotische Kirche wurde nach einem Brand 1911/12 im neugotischen Stil wiederaufgebaut. Das vierjochige Langhaus weist innen eine Tonne mit Stichkappen, Netzrippen, Wandpfeiler und einen spitzbogigen Triumphbogen auf. Der einjochige Chor hat einen fünfseitigen Schluss und ein Netzrippengewölbe. Die Dekorationsmalerei im Gewölbe und die Gemälde an der Triumphbogenwand mit Gnadenstuhl und Kirchenvätern wurde 1931 von Rafael Thaler geschaffen. | BDA-Hist.: Q19971198 Status: § 2a Stand der BDA-Liste: 2025-06-30 Name: Kaplaneikirche hl. Thomas in Wald GstNr.: .475 Kaplaneikirche hl. Thomas in Wald, Arzl im Pitztal |
| ja    | Datei hochladen | Josefsbrunnen in Wald HERIS-ID: 17415 Objekt-ID: 13692 TKK: 20096                      | gegenüber Wald Mairhof 11 Standort KG: Arzl im Pitztal   | Brunnen mit Figur aus dem 19. Jahrhundert | BDA-Hist.: Q37838619 Status: § 2a Stand der BDA-Liste: 2025-06-30 Name: Josefsbrunnen in Wald GstNr.: 5620                                                                |
| ja    | Datei hochladen | Florianbrunnen in Oberwaldried HERIS-ID: 17407 Objekt-ID: 13684 TKK: 20098             | bei Wald Obergasse 1 Standort KG: Arzl im Pitztal        | Brunnen mit barocker Halbfigur und drei Trögen im Zentrum des Weilers | BDA-Hist.: Q37838486 Status: § 2a Stand der BDA-Liste: 2025-06-30 Name: Florianbrunnen in Oberwaldried GstNr.: 5604/1                                                     |
| ja    | Datei hochladen | Almwegkapelle HERIS-ID: 17418 Objekt-ID: 13695 TKK: 115562                             | Standort KG: Arzl im Pitztal                             | Der kleine, rechteckige Mauerbau hat ein Satteldach und stammt vermutlich aus der ersten Hälfte des 19. Jahrhunderts. Die hochgezogene Giebelfassade hat ein segmentbogenförmiges Portal, die Holztüre hat im oberen Bereich ein offenes Gitter. | BDA-Hist.: Q37838673 Status: § 2a Stand der BDA-Liste: 2025-06-30 Name: Almwegkapelle GstNr.: 4829                                                                        |
| BW    | Datei hochladen | Kapelle Weißplatte HERIS-ID: 17388 Objekt-ID: 13665 TKK: 20091                         | Standort KG: Arzl im Pitztal                             | Die kleine Kapelle ist ein verputzter Bruchsteinmauerbau über rechteckigem Grundriss mit einem Satteldach und stammt aus der zweiten Hälfte des 19. Jahrhunderts. In der Giebelfassade Zugang über ein segmentbogenförmiges Portal, dessen Holztüre im oberen Bereich mit offenem Gitter versehen ist. Innen Tonnengewölbe. | BDA-Hist.: Q37838198 Status: § 2a Stand der BDA-Liste: 2025-06-30 Name: Kapelle Weißplatte GstNr.: 5190/1                                                                 |
| ja BW | Datei hochladen | Ortskapelle Arzlair HERIS-ID: 17397 Objekt-ID: 13674 TKK: 33691                        | Arzlair 6, nördlich Standort KG: Arzl im Pitztal         | Barocke Kapelle mit Altar aus dem 18. Jahrhundert in freier Lage bei Arzlair | BDA-Hist.: Q37838339 Status: Bescheid Stand der BDA-Liste: 2025-06-30 Name: Ortskapelle Arzlair GstNr.: .919                                                              |
| ja    | Datei hochladen | Industriemühle, Rieder Mühle HERIS-ID: 17399 Objekt-ID: 13676 TKK: 20158               | Arzl Ried 31, bei Standort KG: Arzl im Pitztal           | Die aus Bruchsteinen aufgemauerte Mühle stammt vermutlich aus dem 18. Jahrhundert, in steiler Hanglage ist sie sowohl trauf- als auch firstseitig in den Hang hineingebaut. Über rechteckigem Grundriss ein verschindeltes Pfettendach, die vordere Giebelfläche ist senkrecht verbrettert. Der Zugang erfolgt firstseitig über eine steile, gemauerte Freitreppe, das Türblatt mit einigen eingekerbten Jahreszahlen aus dem 19. Jahrhundert. An der nordseitigen Traufseite befindet sich der Auslass für die Wasserradachse. Das oberschlächtige Wasserrad sowie die Zu- bzw. Umleitungsrinnen aus Holz sind nicht mehr vorhanden, wohl aber viele Einrichtungsgegenstände (z. B. Schüttelkasten von 1874). Die Mühle war bis 1970 in Betrieb, wurde ab 1958 jedoch mit Strom betrieben. Ab 1991 wurde sie wieder instand gesetzt und funktionsfähig gemacht. | BDA-Hist.: Q37838369 Status: Bescheid Stand der BDA-Liste: 2025-06-30 Name: Industriemühle, Rieder Mühle GstNr.: .402                                                     |
| ja    | Datei hochladen | Lourdeskapelle HERIS-ID: 17393 Objekt-ID: 13670 TKK: 115558                            | Standort KG: Arzl im Pitztal                             | Lourdesgrotte aus dem 19. Jahrhundert mit Glockenreiter | BDA-Hist.: Q37838291 Status: § 2a Stand der BDA-Liste: 2025-06-30 Name: Lourdeskapelle GstNr.: .860                                                                       |
| ja    | Datei hochladen | Florianbrunnen HERIS-ID: 17404 Objekt-ID: 13681 TKK: 20100                             | Standort KG: Arzl im Pitztal                             | Das Brunnenbecken des Laufbrunnens besteht aus zwei länglichen Betontrögen an deren Längsseite ein hölzerner Beitrog (= Waschtrog) mit Überdachung (Ständerwerk mit Pultdach und Bretterdeckung, Troglaube) anschließt. Auf der Brunnensäule aus Beton steht unter schützender Blechüberdachung eine geschnitzte Halbfigur des hl. Florian aus dem 18. Jahrhundert. | BDA-Hist.: Q37838469 Status: § 2a Stand der BDA-Liste: 2025-06-30 Name: Florianbrunnen GstNr.: .465                                                                       |